# Université Hamline
L'Université Hamline (en anglais : Hamline University) est une université méthodiste américaine, basée à Saint Paul dans le Minnesota. Elle a été fondée en 1854 après une dotation de Leonidas Lent Hamline.

## Étudiants devenus célèbres

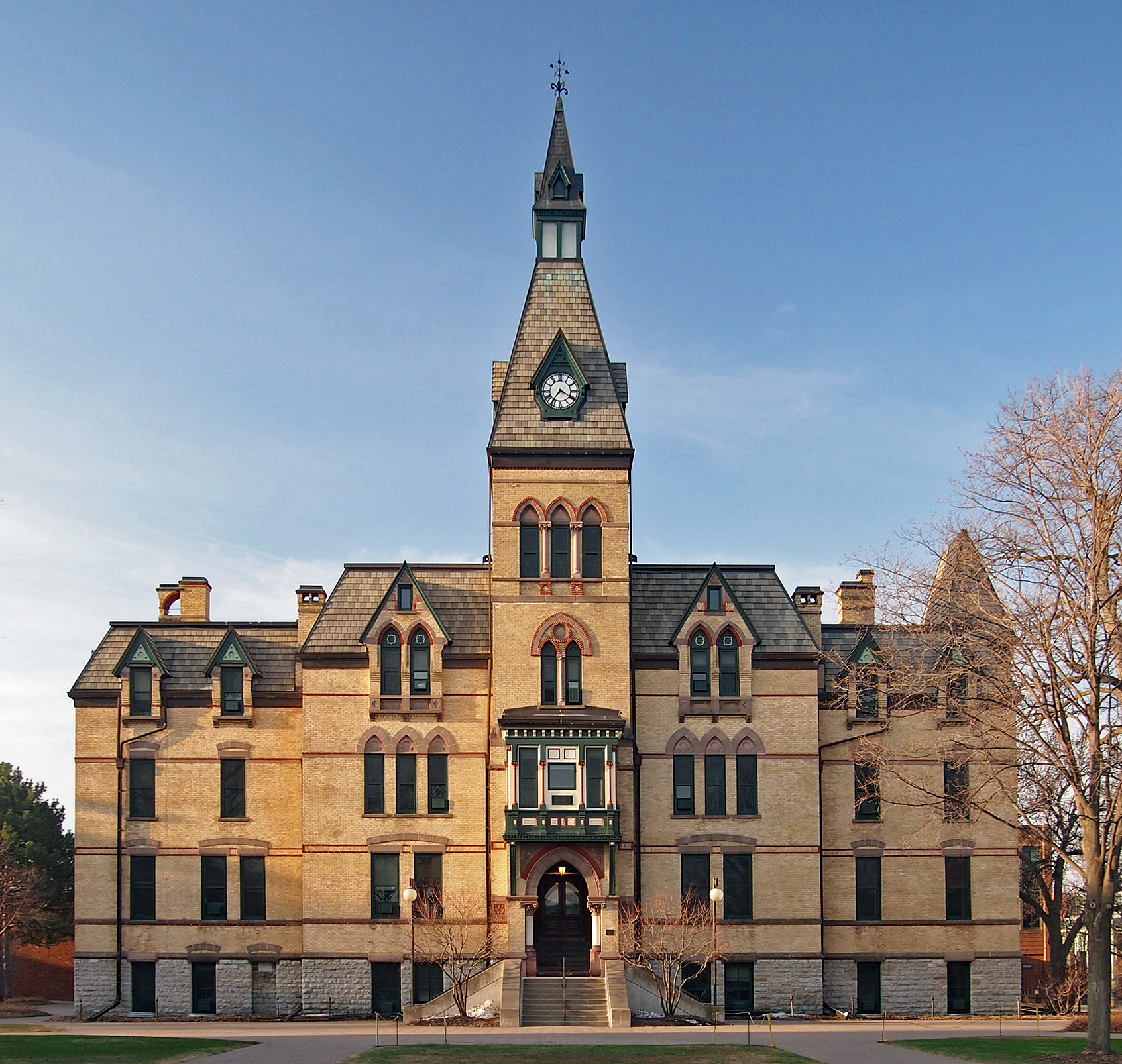
Old Main.

- Anna Arnold Hedgeman
- Coleen Gray
- Clinton Sundberg
- Joe Hutton
- Vern Mikkelsen